# Zemljiška odveza
Zemljiška odveza je zgodovinski izraz, ki označuje ukinitev podložništva in odpravo vrhovnih pravic gosposke nad zemljišči. Z zemljiško odvezo je bilo konec fevdalnega družbenega reda.
Na slovenskem je bila zemljiška odveza formalno uvedena z Zakonom o odpravi tlačanstva, ki sta ga sprejela 7. septembra 1848 avstrijski parlament in cesar Ferdinand I.